# Stig-Göran Myntti
Stig-Göran Mikael Myntti (* 6. August 1925; † 28. Februar 2020) war ein finnischer Fußball- und Bandyspieler.
Myntti spielte für den westfinnischen Verein Vasa IFK, mit dem er 1944, 1946 und 1953 die nationale Meisterschaft gewann. In der finnischen Nationalmannschaft kam er von 1945 bis 1958 zu 61 Länderspieleinsätzen und 5 Toren. Unter anderem gehörte er zum Aufgebot der finnischen Olympiamannschaft 1952 bei den Olympischen Spielen in Finnland. Seine ersten beiden Länderspieltore erzielte er am 7. September 1947 in Helsinki bei einem Länderspiel gegen Norwegen (3:3). Die weiteren Tore erzielte er gegen die Niederlande, Dänemark und Schweden. In der finnischen Erstligasaison 1948 wurde Myntti mit 15 Toren Torschützenkönig.
Im Bandy wurde er 1957 mit der finnischen Nationalmannschaft bei der ersten Bandy-Weltmeisterschaft in Finnland Vizeweltmeister. Insgesamt bestritt Myntti 12 Länderspiele, bei denen er vier Tore erzielte.
Er war der Vater von Kenth Myntti und Großvater von Henri Myntti, die ebenfalls Fußballspieler waren.